# Scipione Bellabona
Scipione Bellabona, talvolta indicato come Bella Bona o Bonabella (Avellino, 1603 – XVII secolo), è stato un religioso e storico italiano.

## Biografia
Nacque ad Avellino e divenne baccelliere dopo esser entrato nell'Ordine dei Frati Minori Conventuali. Trascorse tutta la sua vita nella provincia di Principato Ulteriore, prevalentemente ad Avellino ma anche in altri conventi di cui assunse la carica di superiore. Dedicò la sua intera vita alla ricerca storica, specie alle notizie relative alla storia del Principato Ulteriore. Ha ricevuto molte critiche dagli storici più recenti, che hanno respinto molte sue tesi ritenute fantasiose e superficiali per quanto concerne l'uso delle fonti.

## Opere
- Raguagli della città di Avellino, per Camillo Cavallo, Napoli, 1642.
- Avellino Sacro[3]